# ناتاگا
ناتاگا (انگلیسی: Nátaga) یک منطقه مسکونی در کلمبیا است.